# Cuenca (província)
A província de Cuenca é uma província espanhola da região autónoma de Castela-Mancha. Encontra-se limitada pelas de Guadalajara, Madrid, Toledo, Cidade Real, Albacete, Valência e Teruel.
Tem 17 061 km² de área e em 2006 tinha 200 383 habitantes. A capital é a cidade homónima.
É banhada pelos rios rio Guadiela, rio Riánsares, rio Záncara, rio Ciguela, rio Júcar, rio Cabriel e rio Valdejudíos.
Fundamentalmente rural, tem ampla actividade agrícola (cultivo de cereais, legumes, açafrão, oliveira, girassol, anis, cânhamo) e pecuária (bovino, ovino, muar e caprino). Esta província também é muito rica em florestas e em minas (lenhite, ferro, hulha, sal-gema e mármore). A indústria é insipiente, sendo fundamentalmente de tipo agropecuária.
A província de Cuenca é rica em belezas naturais (Ciudad Encantada) e artísticas, como as pinturas paleolíticas de Villar de Humo, numerosos castelos (Belmonte, Villena) e edifícios religiosos (Carrascosa del Campo). Colegíada de Belmonte (Espanha) (século XV) e Mosteiro de Uclés.

## História
Na história moderna o feito mais relevante para a província foi a perda do território da comarca de Requena-Utiel em 1851, para a Província de Valência.

## Municípios

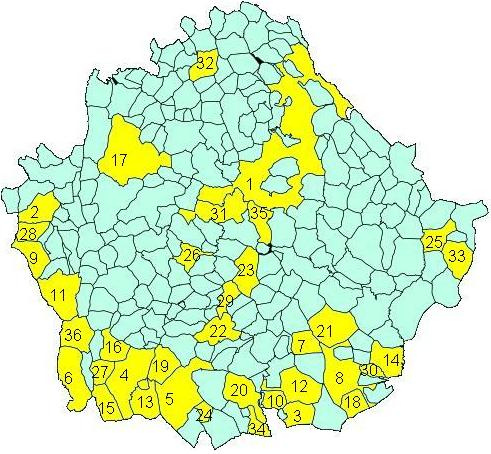
Municípios com mais de 1 000 habitantes segundo a lista da esquerda

|     | Nomee                      | População | Comarca                                    |
| --- | -------------------------- | --------- | ------------------------------------------ |
| 1.  | Cuenca                     | 56.189    | Serranía Media-Campichuelo y Serranía Baja |
| 2.  | Tarancón                   | 15.732    | Mancha de Cuenca                           |
| 3.  | Quintanar del Rey          | 7.910     | Manchuela conquense                        |
| 4.  | Las Pedroñeras             | 7.228     | Mancha de Cuenca                           |
| 5.  | San Clemente               | 7.204     | Mancha de Cuenca                           |
| 6.  | Mota del Cuervo            | 6.304     | Mancha de Cuenca                           |
| 7.  | Motilla del Palancar       | 6.195     | Manchuela conquense                        |
| 8.  | Iniesta                    | 4.694     | Manchuela conquense                        |
| 9.  | Horcajo de Santiago        | 4.162     | Mancha de Cuenca                           |
| 10. | Casasimarro                | 3.361     | Manchuela conquense                        |
| 11. | Villamayor de Santiago     | 3.068     | Mancha de Cuenca                           |
| 12. | El Provencio               | 2.771     | Mancha de Cuenca                           |
| 13. | Minglanilla                | 2.669     | Manchuela conquense                        |
| 14. | Las Mesas                  | 2.563     | Mancha de Cuenca                           |
| 15. | Belmonte                   | 2.234     | Mancha de Cuenca                           |
| 16. | Villanueva de la Jara      | 2.231     | Manchuela conquense                        |
| 17. | Huete                      | 2.034     | La Alcarria                                |
| 18. | La Alberca de Záncara      | 1.976     | Mancha de Cuenca                           |
| 19. | Sisante                    | 1.960     | Manchuela conquense                        |
| 20. | Ledaña                     | 1.931     | Manchuela conquense                        |
| 21. | Honrubia                   | 1.761     | Mancha de Cuenca                           |
| 22. | Las Valeras                | 1.671     | Serranía Media-Campichuelo y Serranía Baja |
| 23. | Campillo de Altobuey       | 1.576     | Manchuela conquense                        |
| 24. | Casas de Fernando Alonso   | 1.503     | Mancha de Cuenca                           |
| 25. | Landete                    | 1.376     | Serranía Media-Campichuelo y Serranía Baja |
| 26. | Arcas del Villar           | 1.354     | Serranía Media-Campichuelo y Serranía Baja |
| 27. | Fuente de Pedro Naharro    | 1.330     | Mancha de Cuenca                           |
| 28. | El Pedernoso               | 1.304     | Mancha de Cuenca                           |
| 29. | San Lorenzo de la Parrilla | 1.288     | Mancha de Cuenca                           |
| 30. | Valverde de Júcar          | 1.280     | Mancha de Cuenca                           |
| 31. | Villar de Olalla           | 1.202     | Serranía Media-Campichuelo y Serranía Baja |
| 32. | Villalpardo                | 1.143     | Manchuela conquense                        |
| 33. | Priego                     | 1.124     | La Alcarria                                |
| 34. | Barajas de Melo            | 1.065     | La Alcarria                                |
| 35. | Casas de Benítez           | 1.055     | Manchuela conquense                        |
| 36. | Talayuelas                 | 1.049     | Serranía Media-Campichuelo y Serranía Baja |
| 37. | Los Hinojosos              | 1.001     | Mancha de Cuenca                           |

## Comarcas

Província de Cuenca em 1590

| Posição | Comarca                                    | Área               | Capital               |
| ------- | ------------------------------------------ | ------------------ | --------------------- |
| 1ª      | La Alcarria conquense                      | La Alcarria        | Huete                 |
| 2ª      | Mancha de Cuenca                           | Mancha Alta        | Tarancón-San Clemente |
| 3ª      | Manchuela conquense                        | Manchuela          | Motilla del Palancar  |
| 4ª      | Serranía Alta                              | Serranía de Cuenca | Tragacete             |
| 5ª      | Serranía Media-Campichuelo y Serranía Baja | Serranía de Cuenca | Cuenca                |

## Meios de transporte
A província de Cuenca é um importante lugar de passagem, já que está situada no centro-leste da península, conectando assim o Sul e o Oeste com o levante espanhol, pelo que dispõe de um grande número de estradas, e desde Dezembro de 2011, também é um lugar de ligação de Madrid com toda a costa mediterrânea através das linhas de Alta Velocidade Espanhola.

### Rodovias
| Nome                                     | Desde/Até                          | Cidades importantes de Cuenca por onde passa                       |
| ---------------------------------------- | ---------------------------------- | ------------------------------------------------------------------ |
| Autovía del Este                         | Madrid-Valencia                    | Tarancón, La Almarcha, Honrubia, Motilla del Palancar, Minglanilla |
| Autovía de Alicante                      | Atalaya del Cañavate-Alicante      | Honrubia, Atalaya del Cañavate, Sisante                            |
| Autovía de Castilla-La Mancha            | Ávila-Teruel                       | Tarancón, Carrascosa del Campo, Cuenca                             |
| Autopista Ocaña-La Roda                  | Ocaña-La Roda                      | Mota del Cuervo, Las Pedroñeras, San Clemente                      |
| Autovía Extremadura-Comunidad Valenciana | Torrefresneda-Atalaya del Cañavate | San Clemente, Vara de Rey, Atalaya del Cañavate                    |

| Nome  | Desde/Até                        | Cidades importantes de Cuenca por onde passa |
| ----- | -------------------------------- | --- |
| N-III | Honrubia-Requena                 | Tarancón, Honrubia, Alarcón, Motilla del Palancar, Minglanilla                                                                                        |
| N-420 | Córdoba-Tarragona                | Mota del Cuervo, Belmonte, La Almarcha, San Lorenzo de la Parrilla, Villar de Olalla, Cuenca, Fuentes, Carboneras de Guadazaón, Cañete                |
| N-320 | La Gineta-Venturada              | Quintanar del Rey, Villanueva de la Jara, Motilla del Palancar, Almodóvar del Pinar, Cuenca, Chillarón de Cuenca, Villar de Domingo García, Cañaveras |
| N-400 | Toledo-Cuenca                    | Tarancón, Carrascosa del Campo, A-40, Cuenca |
| N-301 | Ocaña-Cartagena                  | Mota del Cuervo, Santa María de los Llanos, El Pedernoso, Las Pedroñeras, El Provencio                                                                |
| N-310 | Manzanares-Villanueva de la Jara | San Clemente, Vara de Rey, Sisante, El Picazo, Villanueva de la Jara                                                                                  |

| Nome                                                   | Desde/Até             | Cidades importantes de Cuenca por donde passará                        |
| ------------------------------------------------------ | --------------------- | ---------------------------------------------------------------------- |
| Autovía de Castilla-La Mancha (continuação até Teruel) | Ávila-Teruel          | Cuenca, Fuentes, Carboneras de Guadazaón, Cañete                       |
| Auto-estrada Cuenca-Albacete                           | Cuenca-Albacete       | Cuenca, Motilla del Palancar, Villanueva de la Jara, Quintanar del Rey |
| Auto-estrada da Alcárria                               | Tarancón-Guadalajara  | Tarancón, Barajas de Melo                                              |
| Auto-estrada Transmanchega                             | Daimiel-Tarancón      | Villamayor de Santiago, Horcajo de Santiago, Tarancón                  |
| Auto-estrada Cuenca-Ciudad Real                        | Cuenca-Daimiel        | Cuenca, Villar de Olalla, La Almarcha, Belmonte, Mota del Cuervo       |
| CM-3124                                                | Pozoamargo-Villamalea | Pozoamargo, Casas de Benítez, Casasimarro, Quintanar del Rey, Ledaña   |

### Ferrovias
Até 2010, a única linha de ferrovia que passava pela província de Cuenca era a linha de comboio/trem convencional Madrid-Cuenca-Valencia. As localidades mais importantes pelas quais passam são: Tarancón, Huete, Cuenca, Cañada del Hoyo, Carboneras de Guadazaón. Esta linha tem apenas uma via e demora muito tempo para chegar ao destino.
Em 18 de Dezembro de 2010, foram inauguradas as linhas de Alta Velocidade Madrid-Cuenca-Valencia e Toledo-Madrid-Cuenca-Albacete, que permitem conectar Madrid com Cuenca em apenas 50 minutos com trens AVE S-102 e Alvia S-130, com Valencia em 45 minutos e para Albacete em 35.

## Lugares turísticos

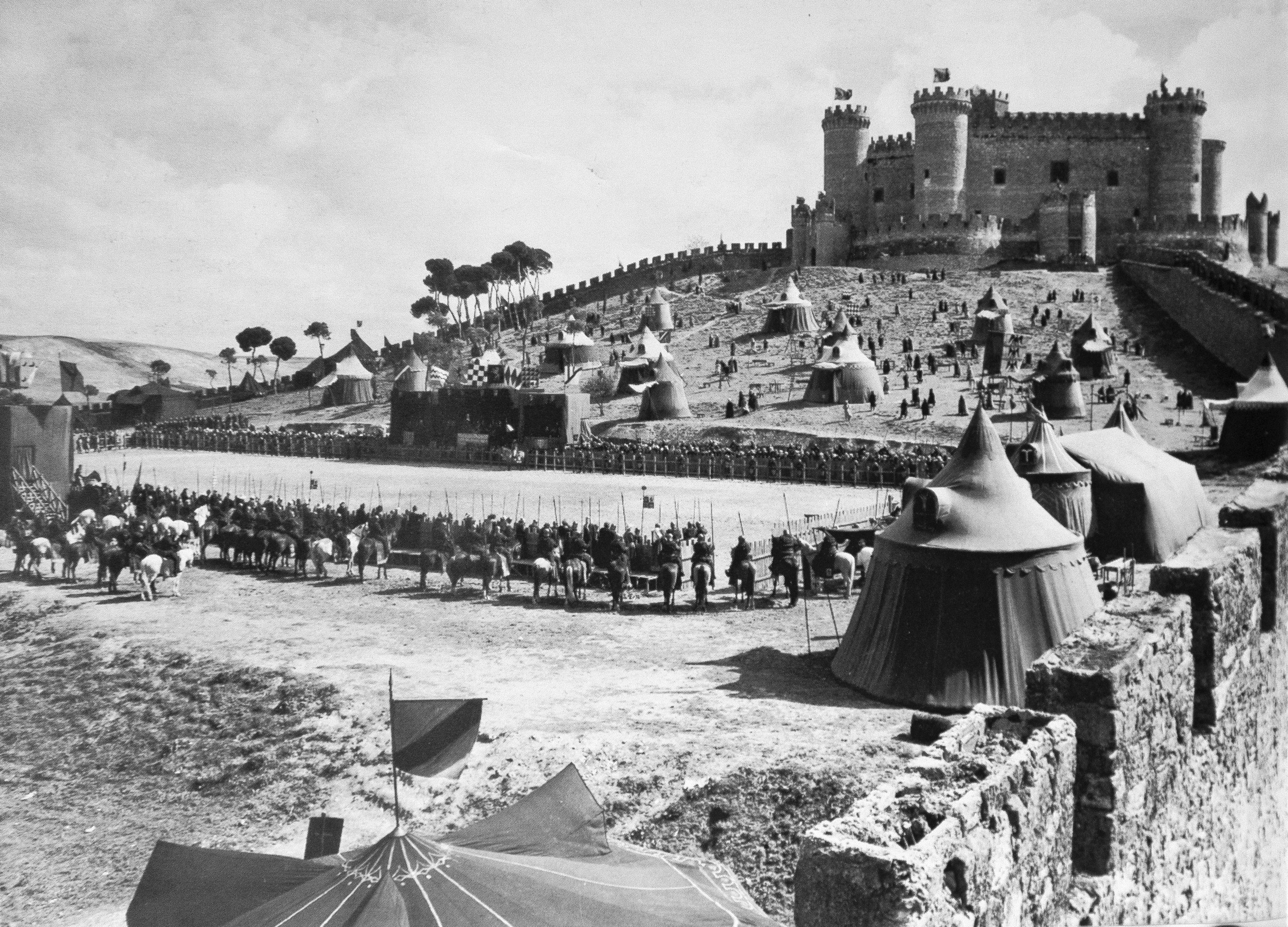
Castelo de Belmonte.

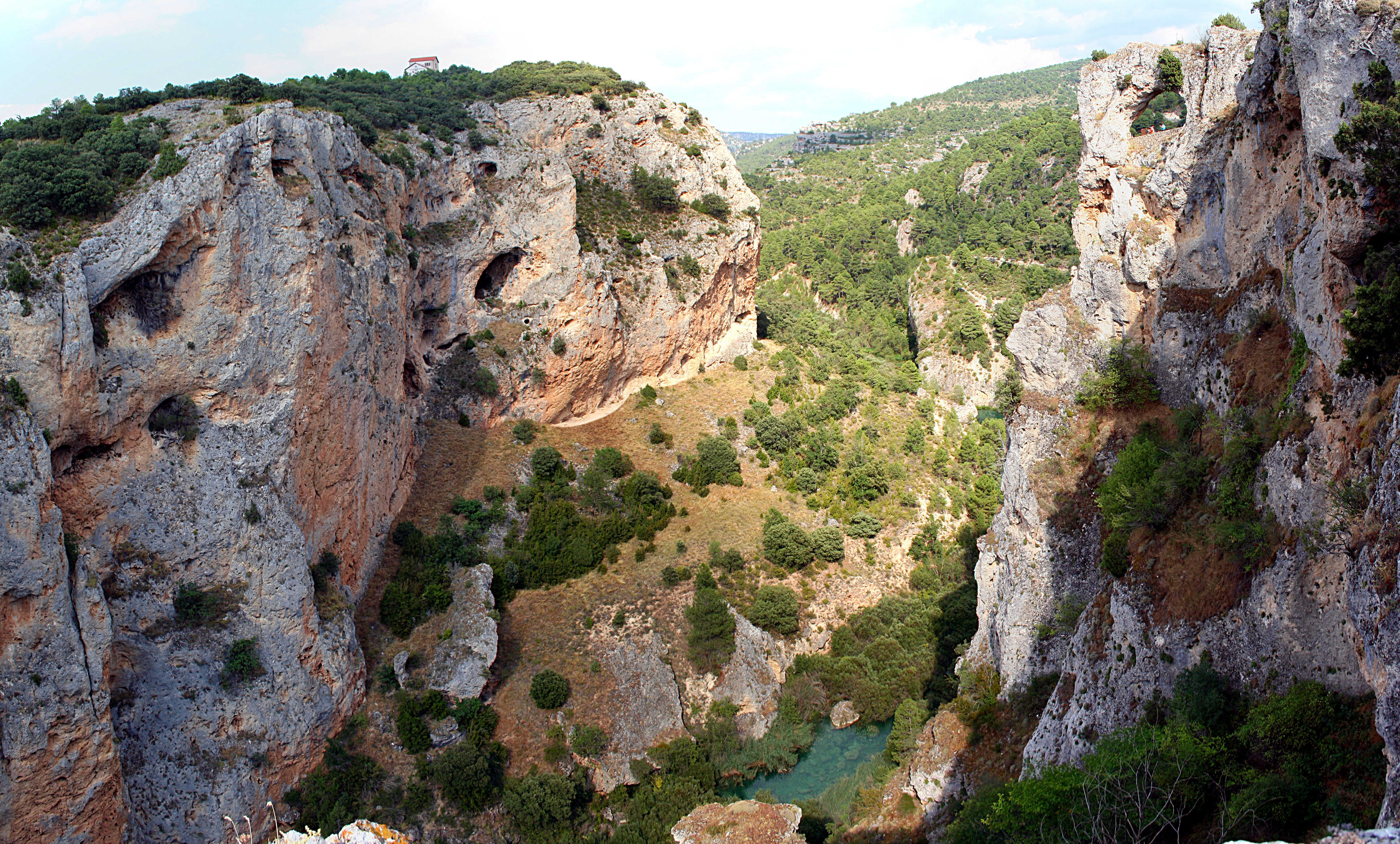
Panorâmica de El Ventano del Diablo.

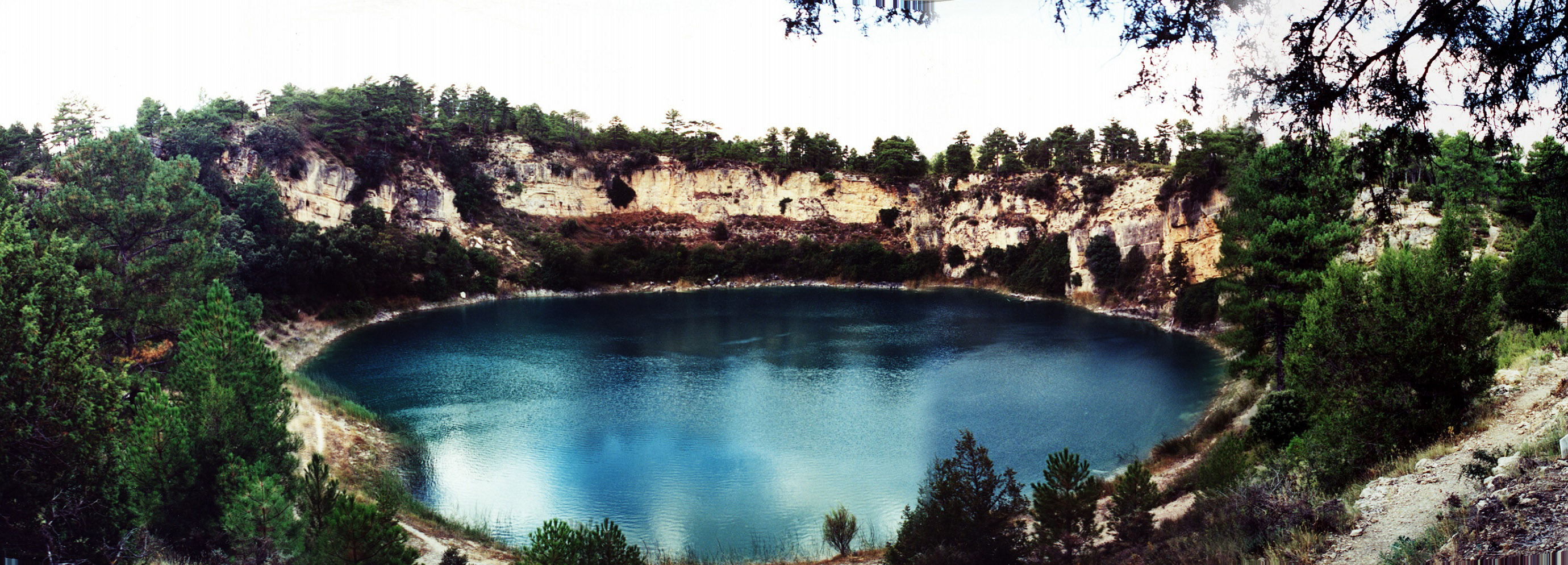
Laguna Parra, do conjunto das Lagunas de Cañada del Hoyo.

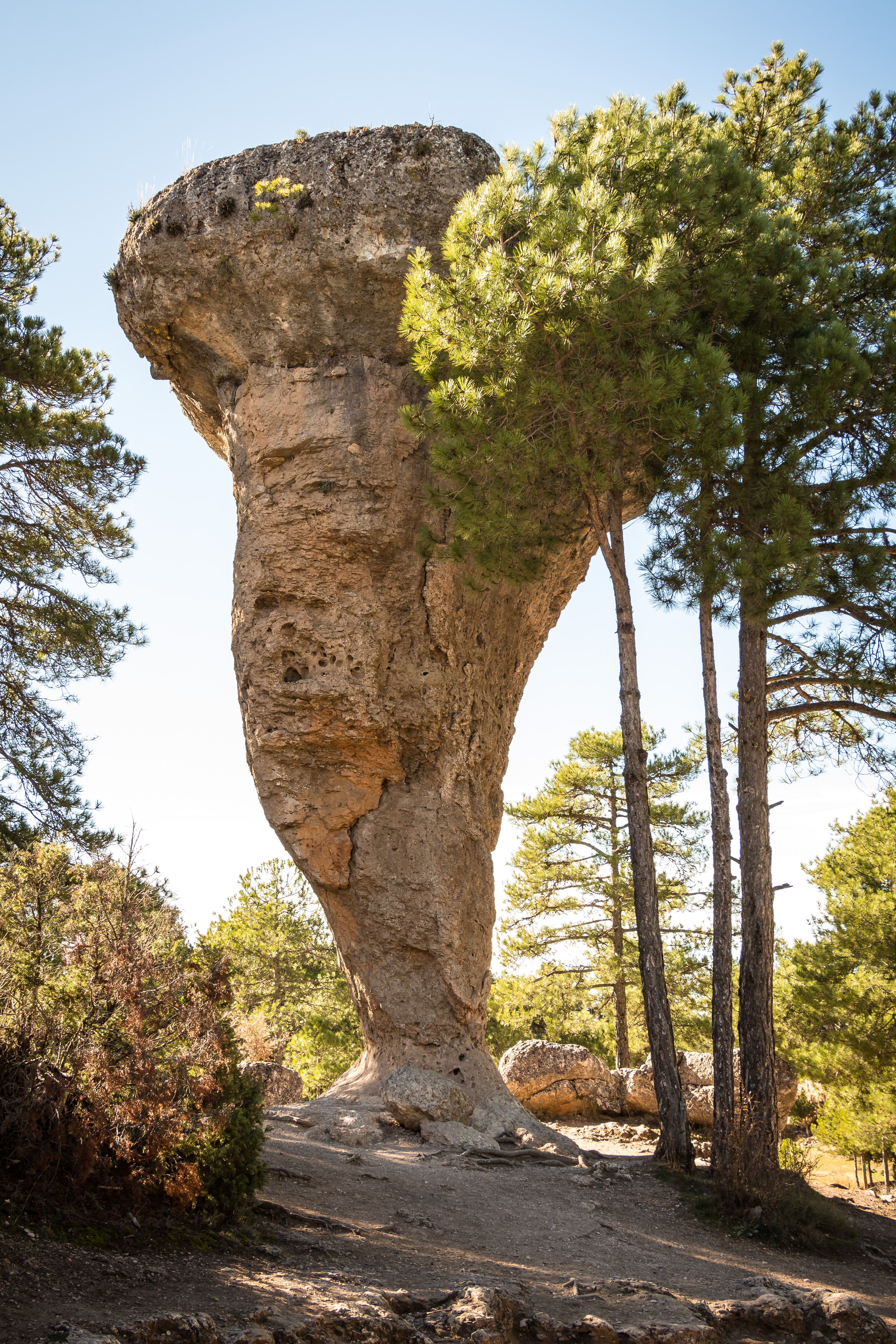
Tábua ou mesa cárstica na Cidade Encantada, Cuenca

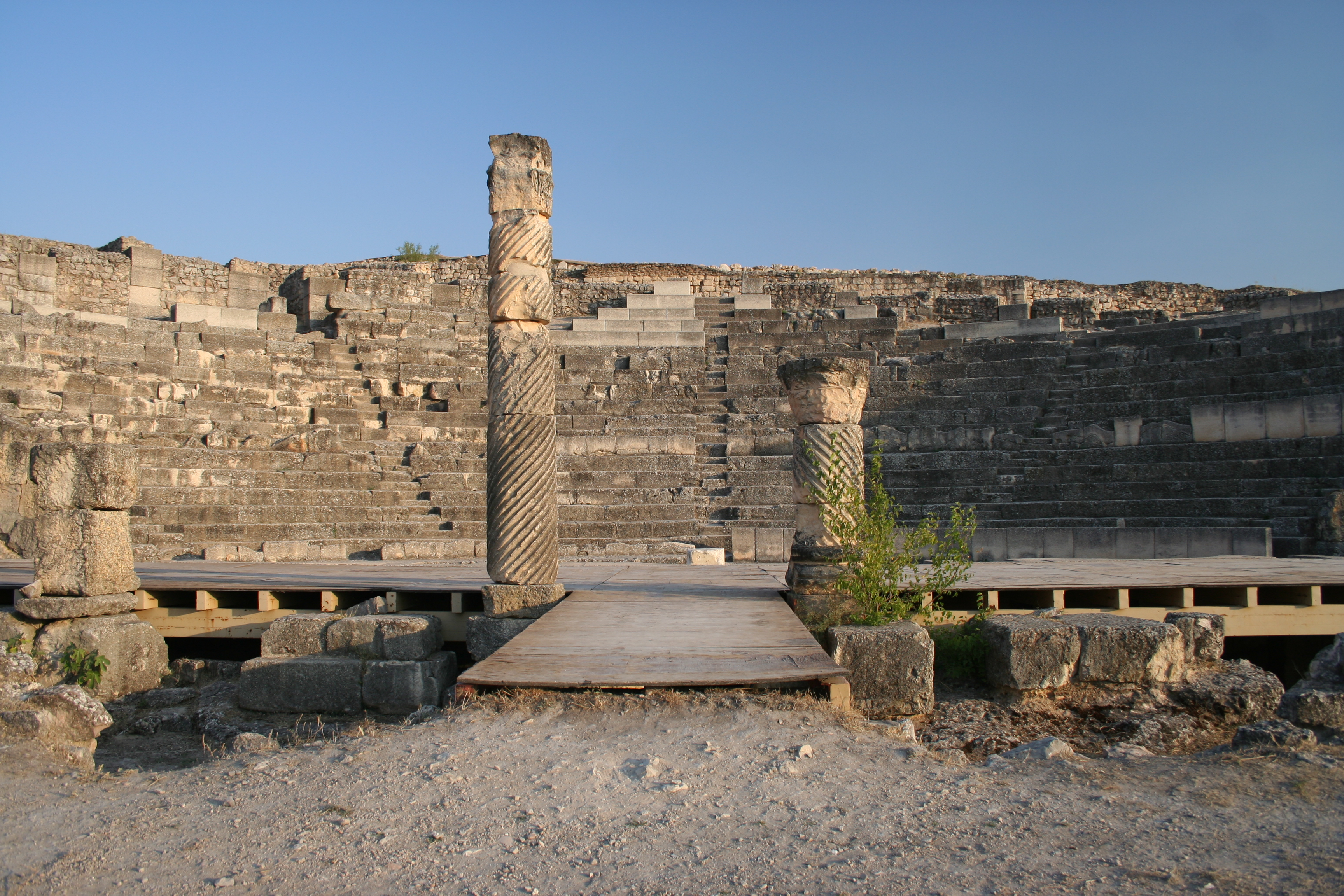
Teatro romano de Segóbriga.

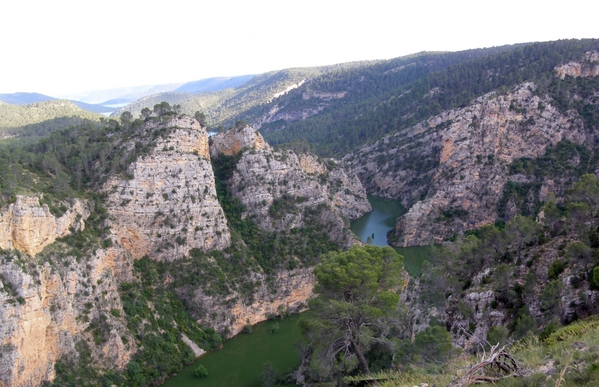
Hoces del río Mira.

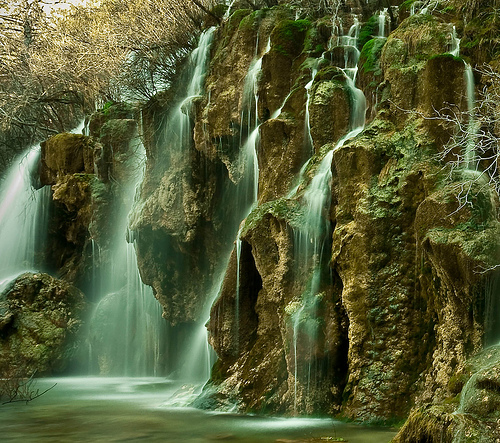
Nascimento do rio Cuervo.

- Cidade de Cuenca: o destino principal desta província é a capital, Património da Humanidade. Destacam-se as famosas Casas Colgadas próximas ao rio Huécar, a Catedral, a ponte de San Pablo e suas numerosas Igrejas. Na Semana Santa, ainda se tem as famosas procissões da páscoa Conquense.
- Villanueva de la Jara: vila com grande interesse monumental.
- Hoces de Beteta e Tragavivos: Elementos geomorfológicos estruturais cársticos típicos da evolução de vertentes como por exemplo as cascatas, travertinos, meandros e cavidades. O resultado disso tudo é um conjunto de grande espetacularidade paisagística.
- Nascimento do rio Cuervo: Lugar de grande beleza natural, sobretudo no inverno e na primavera, quando as chuvas fazem aumentar sua extensão.
- Parque Cinegético Experimental de El Hosquillo: Este espaço foi criado em 1.964 como Parque Cinegético Experimental, sendo sua função principal a de atuar como granja cinegética para repovoar campos de caça com espécies animais, como o cervo, cabra montês, corça e javali. Também se realizam importantíssimas atividades de Educação Ambiental.
- Callejones de Las Majadas: Entorno natural da cidade de Las Majadas, onde a erosão das rochas de calcário cretácicas produziu formas curiosas como paisagens, arcos, monólitos e pontes, configurando uma paisagem similar à da Cidade Encantada, só que de menores dimensões e superfície.
- Lagunas de Cañada del Hoyo: declaradas Monumento Natural, consiste em  sete lagunas, só que quase desconhecidas. São turisticamente atrativas pelas suas diferentes cores, profundidades, tamanhos, histórias e lendas.
- Monumento Natural Palancares e Terra: Se trata de um dos conjuntos cársticos mais importantes da Espanha.
- A Cidade Encantada: Declarada Sítio Natural de Interesse Nacional em 1929, é o lugar turístico mais importante da província. Aqui se encontram  'pedras' com formas que surpreendem o visitante.
- Belmonte: Localidade com um castelo medieval declarado monumento histórico em 1931, conhecido principalmente por servir de cenário na superprodução de Hollywood "El Cid" assim como em outras muitas filmagens chegando a ser o castelo que mais Século XV em cujo interior reside o primeiro coral historiado conhecido na Espanha assim como um órgão ibérico reconstruído em 1992 de excelente qualidade sonora. A localidade está parcialmente construída dentro de uma muralha cujas portas de acesso seguem intactas.
- Alarcón: Esta Vila tem um interessante Conjunto Histórico-Artístico, sendo seu castelo a sua parte principal .
- Castelo de Enguídanos. Castelo fortaleza de origem árabe que foi construído entre os séculos X e XI, com traçado retangular e três cubos nas esquinas
- Parque Arqueológico de Segóbriga: Situada na localidade de Saélices, constituem um dos conjuntos arqueológicos mais significativos da Península Ibérica. Suas origens se remontam à Idade do Ferro, só que seu momento de maior esplendor pertence à época romana, destacando-se seu teatro e o anfiteatro da época flávia.[1]

- Sítio arqueológico da cidade romana de Ercávica: Localizada no município de Cañaveruelas, é um exemplo eloquente e significativo do processo de romanização do interior da Espanha.
- Hozes do río Mira: São uma série de cânions com forma de hoz que o rio Ojos de Moya / Mira, afluente do rio Cabriel, vem criando em uma zona de rochas calcárias no município de Mira.
- Sítio arqueológico da cidade romana de Valeria: As ruinas da cidade romana de Valeria situada em torno da Hoz do Rio Gritos no município de Las Valeras.
- Monumento Natural Muela Pinilla e del Puntal: Inclui uma valiosa representação de distintas formações de origem cárstica.
- Monumento Natural Serrezuela de Valsalobre: A sua declaração como espaço protegido se deve às formações geológicas fruto de um modelado cárstico, que por sua tipologia, desenvolvimento e extensão resultam altamente representativas da zona onde se localizam.
- Moinhos de Vento, laguna de Manjavacas de Mota del Cuervo.
- El Ventano del Diablo O cânion do rio Júcar: Uma das melhores vistas da província de Cuenca.
- Laguna de Uña: Belo ecossistema de flora e fauna criado artificialmente como depósito de água e piscicultura.
- Parque Natural das Hozes do Cabriel: Parque natural entre as províncias de Valencia e Cuenca.
- Monumento Natural Torcas de Lagunaseca: Destaca-se o conjunto de formações cársticas de elevado interesse geomorfológico, constituído por diversas depressões do terreno.
- Rota das Caras: Obras esculpidas nas rochas, com tamanhos entre um e três metros e meio de altura. É formada por dezesseis gigantescas esculturas.